# Filmfestival van Cannes 2018
Het 71ste Filmfestival van Cannes was een internationaal filmfestival dat plaatsvond in Cannes, Frankrijk van 8 tot 19 mei 2018.
Het festival opende met de film Todos lo saben van Asghar Farhadi en als slotfilm werd The Man Who Killed Don Quixote van Terry Gilliam geselecteerd.

## Competitie

### Jury
De internationale jury:
| Naam | Naam                            | Beroep            | Land             |
| ---- | ------------------------------- | ----------------- | ---------------- |
|      | Cate Blanchett (juryvoorzitter) | Actrice           | Australië        |
|      | Chang Chen                      | Acteur            | Taiwan           |
|      | Ava DuVernay                    | Filmregisseur     | Verenigde Staten |
|      | Robert Guédiguian               | Filmregisseur     | Frankrijk        |
|      | Khadja Nin                      | Singer-songwriter | Burundi          |
|      | Lea Seydoux                     | Actrice           | Frankrijk        |
|      | Kristen Stewart                 | Actrice           | Verenigde Staten |
|      | Denis Villeneuve                | Filmregisseur     | Canada           |
|      | Andrej Zvjagintsev              | Filmregisseur     | Rusland          |

### Selectie (langspeelfilms)
Speelfilms geselecteerd voor de competitie:
| Film                                            | Regisseur             | Land                   | Prijzen                                 |
| ----------------------------------------------- | --------------------- | ---------------------- | --------------------------------------- |
| En guerre                                       | Stéphane Brizé        | Frankrijk              |                                         |
| Netemo sametemo (寝ても覚めても) (Asako I & II) | Ryūsuke Hamaguchi     | Japan                  |                                         |
| Jiang hu er nv (江湖儿女) (Ash Is Purest White) | Jia Zhangke           | China                  |                                         |
| Beoning (버닝) (Burning)                        | Lee Chang-dong        | Zuid-Korea             | Prix FIPRESCI                           |
| Cafarnaúm (Capernaum)                           | Nadine Labaki         | Libanon                | Prijs van de jury                       |
| BlacKkKlansman                                  | Spike Lee             | Verenigde Staten       | Grote Prijs (Grand Prix)                |
| Zimna wojna (Cold War)                          | Pawel Pawlikowski     | Polen                  | Beste regisseur                         |
| Dogman                                          | Matteo Garrone        | Italië                 | Palme Dog Beste acteur (Marcello Fonte) |
| Todos lo saben (openingsfilm) (Everybody Knows) | Asghar Farhadi        | Spanje                 |                                         |
| Les Filles du soleil                            | Eva Husson            | Frankrijk              |                                         |
| Lazzaro Felice                                  | Alice Rohrwacher      | Italië                 | Beste scenario (Alice Rohrwacher)       |
| Le Livre d'image                                | Jean-Luc Godard       | Frankrijk- Zwitserland |                                         |
| Un couteau dans le cœur                         | Yann Gonzalez         | Frankrijk              |                                         |
| Ayka                                            | Sergej Dvortsevoj     | Kazachstan             | Beste actrice (Samal Yeslyamova)        |
| Manbiki kazoku (万引き家族) (Shoplifters)       | Hirokazu Kore-Eda     | Japan                  | Gouden Palm                             |
| Plaire, aimer et courir vite                    | Christophe Honoré     | Frankrijk              |                                         |
| Leto (Лето) (Summer)                            | Kirill Serebrennikov  | Rusland                | Cannes Soundtrack Award                 |
| Se rokh (Three Faces)                           | Jafar Panahi          | Iran                   | Beste scenario (Jafar Panahi)           |
| Under the Silver Lake                           | David Robert Mitchell | Verenigde Staten       |                                         |
| Ahlat Ağacı (The Wild Pear Tree)                | Nuri Bilge Ceylan     | Turkije                |                                         |
| Yomeddine (in competitie voor de Caméra d'or)   | Abu Bakr Shawky       | Egypte                 | Prix François Chalais                   |

Langspeelfilms buiten competitie:
| Film                           | Regisseur        | Land                |
| ------------------------------ | ---------------- | ------------------- |
| The House That Jack Built      | Lars von Trier   | Denemarken          |
| The Man Who Killed Don Quixote | Terry Gilliam    | Verenigd Koninkrijk |
| Le Grand Bain                  | Gilles Lellouche | Frankrijk           |
| Solo: A Star Wars Story        | Ron Howard       | Verenigde Staten    |

Séances de minuit:
| Film                                       | Regisseur       | Land                |
| ------------------------------------------ | --------------- | ------------------- |
| Arctic (in competitie voor de Caméra d'or) | Joe Penna       | IJsland             |
| Fahrenheit 451                             | Ramin Bahrani   | Verenigde Staten    |
| Whitney                                    | Kevin Macdonald | Verenigd Koninkrijk |
| Gongjack (공작) (The Spy Gone North)       | Yoon Jong-bin   | Zuid-Korea          |

Séances spéciales:
| Film                                     | Regisseur                                                                         | Land                                        |
| ---------------------------------------- | --------------------------------------------------------------------------------- | ------------------------------------------- |
| Another Day of Life                      | Damian Nenow, Raul De La Fuente                                                   | Polen- Spanje- Duitsland- België- Hongarije |
| Dead Souls                               | Wang Bing                                                                         | China                                       |
| O Grande Circo Místico                   | Carlos Diegues                                                                    | Brazilië                                    |
| Pope Francis: A Man of His Word          | Wim Wenders                                                                       | Frankrijk- Duitsland- Italië- Zwitserland   |
| The State Against Mandela and the Others | Nicolas Champeaux, Gilles Porte                                                   | Frankrijk                                   |
| 10 Years in Thailand                     | Aditya Assarat, Wisit Sasanatieng, Chulayarnon Sriphol, Apichatpong Weerasethakul | Thailand                                    |
| Libre                                    | Michel Toesca                                                                     | Frankrijk                                   |
| La Traversée                             | Romain Goupil                                                                     | Frankrijk                                   |

## Kortfilms(Cinéfondation et des courts métrages)

### Jury
| Naam | Naam                              | Beroep        | Land                |
| ---- | --------------------------------- | ------------- | ------------------- |
|      | Bertrand Bonello (juryvoorzitter) | Filmregisseur | Frankrijk           |
|      | Valeska Grisebach                 | Filmregisseur | Duitsland           |
|      | Khalil Joreige                    | Filmregisseur | Libanon             |
|      | Alanté Kavaïté                    | Filmregisseur | Frankrijk- Litouwen |
|      | Ariane Labed                      | Actrice       | Frankrijk           |

### Kortfilms
Volgende kortfilms uit een selectie van 3943 inzendingen:
| Film                | Regisseur                                                                   | Land             |
| ------------------- | --------------------------------------------------------------------------- | ---------------- |
| Gabriel             | Oren Gerner                                                                 | Frankrijk        |
| Judgement           | Raymund Ribay Gutierrez                                                     | Filipijnen       |
| Caroline            | Celine Held, Logan George                                                   | Verenigde Staten |
| Tariki              | Saeed Jafarian                                                              | Iran             |
| III                 | Marta Pajek                                                                 | Polen            |
| Duality             | Masahiko Sato, Genki Kawamura, Yutaro Seki, Masayuki Toyota, Kentaro Hirase | Japan            |
| On the Border       | Wei Shujun                                                                  | China            |
| All These Creatures | Charles Williams                                                            | Australië        |

### Cinéfondation
De Cinéfondation-sectie focust op films gemaakt door studenten in filmscholen. De volgende 17 films (14 fictiefilms en 3 animatiefilms) werden geselecteerd uit 2426 inzendingen van filmscholen uit de gehele wereld.
| Film                                 | Regisseur                                                                                        | School                                                              | Prijzen      |
| ------------------------------------ | ------------------------------------------------------------------------------------------------ | ------------------------------------------------------------------- | ------------ |
| Dolfin Megumi                        | Ori Aharon                                                                                       | Steve Tisch School of Film & Television, Tel Aviv University Israël |              |
| End of Season                        | Zhannat Alshanova                                                                                | The London Film School Verenigd Koninkrijk                          |              |
| Sailor’s Delight                     | Louise Aubertin, Éloïse Girard, Marine Meneyrol, Jonas Ritter, Loucas Rongeart, Amandine Thomoux | ESMA Frankrijk                                                      |              |
| Inanimate                            | Lucia Bulgheroni                                                                                 | NFTS Verenigd Koninkrijk                                            | Derde prijs  |
| El Verano del léon eléctrico         | Diego Céspedes                                                                                   | Universidad de Chile - ICEI Chili                                   | Eerste prijs |
| Palm Trees and Power Lines           | Jamie Dack                                                                                       | Tisch School of the Arts Verenigde Staten                           |              |
| Dong wu xiong meng                   | Shen Di                                                                                          | Shanghai Theater Academy China                                      | Tweede prijs |
| Fragment de drame                    | Laura Garcia                                                                                     | La Fémis Frankrijk                                                  |              |
| Cinco minutos afuera                 | Constanza Gatti                                                                                  | Universidad del Cine (FUC) Argentinië                               |              |
| Los tiempos de Héctor                | Ariel Gutiérrez                                                                                  | CCC Mexico                                                          |              |
| Dots                                 | Eryk Lenartowicz                                                                                 | AFTRS Australië                                                     |              |
| Inny                                 | Marta Magnuska                                                                                   | PWSFTviT Polen                                                      |              |
| Albastru si rosu, in proportii egale | Georgiana Moldoveanu                                                                             | UNATC I.L. CARAGIALE Roemenië                                       |              |
| Così in terra                        | Pier Lorenzo Pisano                                                                              | Centro Sperimentale di Cinematografia Italië                        |              |
| Kalendar                             | Igor Poplauhin                                                                                   | Moscow School of New Cinema Rusland                                 | Tweede prijs |
| Mesle bache adam                     | Arian Vazirdaftari                                                                               | Tehran University of Dramatic Arts Iran                             |              |
| I Am My Own Mother                   | Andrew Zox                                                                                       | San Francisco State University Verenigde Staten                     |              |

## Un certain regard

### Jury
| Naam | Naam                              | Beroep                                             | Land             |
| ---- | --------------------------------- | -------------------------------------------------- | ---------------- |
|      | Benicio del Toro (juryvoorzitter) | Acteur                                             | Puerto Rico      |
|      | Kantemir Balagov                  | Regisseur                                          | Rusland          |
|      | Julie Huntsinger                  | Executive director van het Telluride Film Festival | Verenigde Staten |
|      | Annemarie Jacir                   | Schrijver en regisseur                             | Palestina        |
|      | Virginie Ledoyen                  | Actrice                                            | Frankrijk        |

### Selectie
Volgende films werden geselecteerd voor de competitie:
| Film                                                     | Regisseur                          | Land                          | Prijzen                                                                     |
| -------------------------------------------------------- | ---------------------------------- | ----------------------------- | --------------------------------------------------------------------------- |
| Donbass (openingsfilm)                                   | Sergei Loznitsa                    | Oekraïne                      | Beste regie                                                                 |
| El Ángel                                                 | Luis Ortega                        | Argentinië- Spanje            |                                                                             |
| Gueule d'ange                                            | Vanessa Filho                      | Frankrijk                     |                                                                             |
| Gräns (Border)                                           | Ali Abbasi                         | Zweden- Denemarken            | Prix Un certain regard                                                      |
| Chuva e Cantoria na Aldeia dos Mortos                    | João Salaviza, Renée Nader Messora | Portugal                      | Speciale prijs van de jury                                                  |
| Euforia                                                  | Valeria Golino                     | Italië                        |                                                                             |
| Rafiki                                                   | Wanuri Kahiu                       | Kenia                         |                                                                             |
| The Gentle Indifference of the World                     | Adilkhan Yerzhanov                 | Kazachstan- Frankrijk         |                                                                             |
| Girl (in competitie voor de Caméra d'or)                 | Lukas Dhont                        | België                        | Caméra d'or Prix FIPRESCI Queer Palm Beste acteerprestatie (Victor Polster) |
| Die stropers (in competitie voor de Caméra d'or)         | Etienne Kallos                     | Zuid-Afrika- Frankrijk        |                                                                             |
| In My Room                                               | Ulrich Köhler                      | Duitsland- Italië             |                                                                             |
| Les Chatouilles (in competitie voor de Caméra d'or)      | Andréa Bescond, Eric Métayer       | Frankrijk                     |                                                                             |
| Di qiu zui hou de ye wan (Long Day's Journey into Night) | Bi Gan                             | China                         |                                                                             |
| Manto                                                    | Nandita Das                        | India                         |                                                                             |
| Muere, monstruo, muere                                   | Alejandro Fadel                    | Argentinië                    |                                                                             |
| Mon tissue préféré (in competitie voor de Caméra d'or)   | Gaya Jiji                          | Frankrijk- Duitsland- Turkije |                                                                             |
| À genoux les gars                                        | Antoine Desrosières                | Frankrijk                     |                                                                             |
| Sofia (in competitie voor de Caméra d'or)                | Meryem Benm'Barek-Aloïsi           | België                        | Beste scenario                                                              |

## Semaine de la critique

### Jury
| Naam | Naam                           | Beroep                                               | Land             |
| ---- | ------------------------------ | ---------------------------------------------------- | ---------------- |
|      | Joachim Trier (juryvoorzitter) | filmregisseur                                        | Noorwegen        |
|      | Chloë Sevigny                  | Actrice en filmregisseur                             | Verenigde Staten |
|      | Nahuel Pérez Biscayart         | Acteur                                               | Argentinië       |
|      | Eva Sangiorgi                  | Directeur van het Vienna International Film Festival | Italië           |
|      | Augustin Trapenard             | Journalist                                           | Frankrijk        |

### Selectie
Volgende films werden geselecteerd voor de competitie:
| Film                                                  | Regisseur                        | Land        | Prijzen                                               |
| ----------------------------------------------------- | -------------------------------- | ----------- | ----------------------------------------------------- |
| Chriss the Swiss (in competitie voor de Caméra d'or)  | Anja Kofmel                      | Zwitserland |                                                       |
| Diamantino (in competitie voor de Caméra d'or)        | Gabriel Abrantes, Daniel Schmidt | Portugal    | Grand Prix Nespresso                                  |
| Egy Nap (One Day) (in competitie voor de Caméra d'or) | Zsófia Szilágyi                  | Hongarije   | Prix FIPRESCI                                         |
| Fuga                                                  | Agnieszka Smoczyńska             | Polen       |                                                       |
| Kona fer í stríð (Woman at War)                       | Benedikt Erlingsson              | IJsland     | Prix SACD                                             |
| Sauvage (in competitie voor de Caméra d'or)           | Camille Vidal-Naquet             | Frankrijk   | Prix Louis Roederer de la révélation (Félix Maritaud) |
| Sir (in competitie voor de Caméra d'or)               | Rohena Gera                      | India       | Aide Fondation Gan pour la diffusion                  |

### Langspeelfilms
| Film                                        | Regisseur                  | Land        |
| ------------------------------------------- | -------------------------- | ----------- |
| Amor, Avenidas Novas                        | Duarte Coimbra             | Portugal    |
| Ektoras Malo : I Teleftea Mera Tis Chronias | Jacqueline Lentzou         | Griekenland |
| Mo-Bum-Shi-Min                              | Kim Cheol-Hwi              | Zuid-Korea  |
| Pauline asservie                            | Charline Bourgeois-Tacquet | Frankrijk   |
| La Persistente                              | Camille Lugan              | Frankrijk   |
| Rapaz                                       | Felipe Gálvez              | Chili       |
| Schächer                                    | Flurin Giger               | Zwitserland |
| Tiikeri                                     | Mikko Myllyahti            | Finland     |
| Un jour de mariage                          | Elias Belkeddar            | Algerije    |
| Ya Normalniy                                | Michael Borodin            | Rusland     |

Séances spéciales:
| Film                                                        | Regisseur           | Land             |
| ----------------------------------------------------------- | ------------------- | ---------------- |
| Wildlife (openingsfilm) (in competitie voor de Caméra d'or) | Paul Dano           | Verenigde Staten |
| Nos batailles                                               | Guillaume Senez     | België           |
| Shéhérazade (in competitie voor de Caméra d'or)             | Jean-Bernard Marlin | Frankrijk        |
| Guy (slotfilm)                                              | Alex Lutz           | Frankrijk        |

### Kortfilms
| Film        | Regisseur        | Land        |
| ----------- | ---------------- | ----------- |
| La Chute    | Boris Labbé      | Frankrijk   |
| Third Kind  | Yorgos Zois      | Griekenland |
| Ultra Pulpe | Bertrand Mandico | Frankrijk   |

## Quinzaine des réalisateurs

### Langspeelfilms
| Film                                                | Regisseur                     | Land             | Prijzen                  |
| --------------------------------------------------- | ----------------------------- | ---------------- | ------------------------ |
| Pájaros de verano (openingsfilm)                    | Ciro Guerra, Cristina Gallego | Colombia         |                          |
| Amin                                                | Philippe Faucon               | Frankrijk        |                          |
| Carmen y Lola                                       | Arantxa Echevarría            | Spanje           |                          |
| Climax                                              | Gaspar Noé                    | Frankrijk        | Art Cinema Award (CICAE) |
| Cómprame un revolver                                | Julio Hernández Cordón        | Mexico           |                          |
| Les Confins du monde                                | Guillaume Nicloux             | Frankrijk        |                          |
| El motoarrebatador                                  | Agustín Toscano               | Argentinië       |                          |
| En liberté !                                        | Pierre Salvadori              | Frankrijk        | Prix SACD                |
| Joueurs                                             | Marie Monge                   | Frankrijk        |                          |
| Leave No Trace                                      | Debra Granik                  | Verenigde Staten |                          |
| Los silencios                                       | Beatriz Seigner               | Brazilië         |                          |
| Ming wang xing shi ke (The Pluto Moment)            | Ming Xhang                    | China            |                          |
| Mandy                                               | Panos Cosmatos                | Verenigde Staten |                          |
| Mirai no Mirai (未来のミライ) (Mirai of the Future) | Mamoru Hosoda                 | Japan            |                          |
| Le Monde est à toi                                  | Romain Gavras                 | Frankrijk        |                          |
| Petra                                               | Jamie Rosales                 | Spanje           |                          |
| Samouni Road                                        | Stefano Savona                | Italië           |                          |
| Teret (The Road)                                    | Ognjen Glavonic               | Servië           |                          |
| Weldi                                               | Mohamed Ben Attia             | Tunesië          |                          |
| Tropa grazia (slotfilm)                             | Gianni Zanasi                 | Italië           | Label Europa Cinemas     |

### Kortfilms
| Film                        | Regisseur                    | Land             |
| --------------------------- | ---------------------------- | ---------------- |
| Basses                      | Félix Imbert                 | Frankrijk        |
| Ce Magnifique Gâteau!       | Emma De Swaef, Marc Roels    | België           |
| La Chanson                  | Tiphaine Raffier             | Frankrijk        |
| La Lotta                    | Marco Bellocchio             | Italië           |
| Las Cruces                  | Nicolas Boone                | Frankrijk        |
| La Nuit des sacs plastiques | Gabriel Harel                | Frankrijk        |
| O órfão                     | Carolina Markowicz           | Brazilië         |
| Our Song to War             | Juanita Onzaga               | Colombia         |
| Skip Day                    | Patrick Bresnan, Ivete Lucas | Verenigde Staten |
| Le Sujet                    | Patrick Bouchard             | Canada           |

### ACID
| Film                           | Regisseur                     | Land                        |
| ------------------------------ | ----------------------------- | --------------------------- |
| L'amour debout                 | Michaël Dacheux               | Frankrijk                   |
| Tak sebe zima (Bad Bad Winter) | Olga Korotko                  | Kazachstan                  |
| Cassandro the Exotico !        | Marie Losier                  | Frankrijk                   |
| Dans la terrible jungle        | Caroline Capelle, Ombline Rey | Frankrijk                   |
| Il se passe quelque chose      | Anne Alix                     | Frankrijk                   |
| Seule à mon mariage            | Marta Bergman                 | België                      |
| Thunder Road                   | Jim Cummings                  | Verenigde Staten            |
| Un violent désir de Bonheur    | Clément Schneider             | Frankrijk                   |
| We the Coyotes                 | Hanna Ladoul, Marco La Via    | Frankrijk- Verenigde Staten |

## Caméra d'or

### Jury
De internationale jury:
| Naam | Naam                          | Beroep                                   | Land                        |
| ---- | ----------------------------- | ---------------------------------------- | --------------------------- |
|      | Ursula Meier (juryvoorzitter) | Filmregisseur                            | Zwitserland                 |
|      | Marie Amachoukeli             | Filmregisseur                            | Frankrijk                   |
|      | Iris Brey                     | Criticus, regisseur en scenarioschrijver | Frankrijk- Verenigde Staten |
|      | Sylvain Fage                  | Voorzitter Cinéphase                     | Frankrijk                   |
|      | Jeanne Lapoirie               | Cameravrouw                              | Frankrijk                   |
|      | Arnaud en Jean-Marie Larrieu  | Filmregisseurs en scenarioschrijvers     | Frankrijk                   |

## Netflix-controverse
Volgens de nieuwe festivalreglementen werden films enkel toegelaten tot de competitie als ze een officiële bioscooprelease zouden hebben in Frankrijk. Daardoor waren films van Netflix vanaf dit jaar enkel toegelaten buiten de competitie. Daarop besloot Netflix begin april om hun reeds geselecteerde films terug te trekken uit het festival.

## Prijswinnaars
| Categorie                   | Winnaar                      | Regisseur of film      | Land             |
| --------------------------- | ---------------------------- | ---------------------- | ---------------- |
| Gouden Palm                 | Manbiki kazoku (Shoplifters) | Hirokazu Kore-Eda      | Japan            |
| Grote Prijs                 | BlacKkKlansman               | Spike Lee              | Verenigde Staten |
| Juryprijs                   | Cafarnaúm                    | Nadine Labaki          | Libanon          |
| Beste regisseur             | Paweł Pawlikowski            | Zimna wojna (Cold War) | Polen            |
| Beste actrice               | Samal Yeslyamova             | Ayka                   | Kazachstan       |
| Beste acteur                | Marcello Fonte               | Dogman                 | Italië           |
| Beste scenario              | Alice Rohrwacher             | Lazzaro Felice         | Italië           |
| Beste scenario              | Jafar Panahi                 | Se rokh (Three Faces)  | Iran             |
| Gouden camera (Caméra d'or) | Girl                         | Lukas Dhont            | België           |